# Nicolette Larson
Nicolette Larson (Helena, 17 de julio de 1952 - Los Ángeles, 16 de diciembre de 1997) fue una cantante estadounidense de música pop, conocida especialmente por el éxito de 1978 "Lotta Love", escrito por Neil Young.

## Biografía
Larson nació en Helena, Montana, el 17 de julio de 1952. Tras graduarse en la Universidad de Misuri se marchó a San Francisco (California), donde trabajó por un tiempo en una tienda de discos.
Su debut fue como acto de apertura en un show del cantautor Eric Andersen en Vancouver, en 1975.
Su álbum debut Nicolette salió a la venta en septiembre de 1978, por el cual fue elegida "vocalista femenina del año" por la revista Rolling Stone.
En este trabajo se incluyó la canción "Lotta Love", compuesta por Neil Young, gran éxito que durante fines de 1978 y 1979 le dio fama internacional.
El álbum llegó al puesto Nº 15 de Billboard, mientras que el exitoso sencillo "Lotta Love" alcanzó el Nº 1 en febrero de 1979 en el Billboard Hot 100.
La carrera de Nicolette Larson continuaría, aunque ya con menor éxito, a través de álbumes como In the Nick of Time (1979), Radioland (1980), o All Dressed Up & No Place To Go (1982).
Más allá del suceso de "Lotta Love", el cual nunca pudo igualar otra vez, Larson continuaría lanzando discos durante el resto de los años 80, y esporádicamente en la primera mitad de los 90, con Sleep, Baby, Sleep, de 1994, el cual fue su último trabajo discográfico antes de su prematura muerte.
Nicolette Larson falleció a los 45 años de edad, el 16 de diciembre de 1997 en Los Ángeles por complicaciones debidas a un edema cerebral, todo esto a raíz de una afección al hígado.

## Discografía
Álbumes de estudio
- 1978 - Nicolette
- 1979 - In the Nick of Time
- 1980 - Radioland
- 1982 - All Dressed Up & No Place To Go
- 1985 - ...Say When
- 1986 - Rose of My Heart
- 1988 - Shadows of Love
- 1994 - Sleep, Baby, Sleep